# Mistrzostwa Panamerykańskie w Zapasach 1993
Mistrzostwa rozegrano 21 maja 1993 roku w Gwatemali

## Tabela medalowa
| Poz.  | Państwo           |    |    |    | Łącznie |
| ----- | ----------------- | -- | -- | -- | ------- |
| 1.    | Kuba              | 12 | 2  | 1  | 15      |
| 2.    | Stany Zjednoczone | 7  | 6  | 3  | 16      |
| 3.    | Meksyk            | 1  | 3  | 3  | 7       |
| 4.    | Wenezuela         | 0  | 4  | 4  | 8       |
| 5.    | Portoryko         | 0  | 3  | 4  | 7       |
| 6.    | Kanada            | 0  | 2  | 3  | 5       |
| 7.    | Dominikana        | 0  | 0  | 1  | 1       |
|       | Argentyna         | 0  | 0  | 1  | 1       |
| Razem | Razem             | 20 | 20 | 20 | 60      |

## Wyniki

### W stylu klasycznym
| Waga   | złoty              | srebrny                | brązowy            |
| ------ | ------------------ | ---------------------- | ------------------ |
| 48 kg  | Wilber Sánchez     | Enrique Aguilar        | José Ochoa         |
| 52 kg  | Raúl Martínez      | Juan Cortés            | Ulises Valentín    |
| 57 kg  | Luis Sarmiento     | James Cako             | Broderick Lee      |
| 62 kg  | Juan Luis Marén    | Winston Santos         | Herbert House      |
| 68 kg  | Liubal Colás       | Francisco López        | Kevin Bracken      |
| 74 kg  | Filiberto Ascuy    | Rodolfo Hernández      | Néstor García      |
| 82 kg  | Alexei Banes       | José Betancourt        | Daniel Iglesias    |
| 90 kg  | Ernest Pasteur jr. | Evelio de Jesús Suárez | Pedro Roque Favier |
| 100 kg | Héctor Milián      | Tolly Thompson         | Luis Alcalá        |
| 130 kg | Adel Neufal        | Timothy Tekautz        | Edwin Millet       |

### w stylu wolnym
| Waga   | złoty           | srebrny        | brązowy           |
| ------ | --------------- | -------------- | ----------------- |
| 48 kg  | Dan Vidlat      | Itamar Díaz    | Terry Pomeroy     |
| 52 kg  | Julio Castillo  | Brian Kapusta  | Bernardo Olvera   |
| 57 kg  | Jesús Lambida   | Sammie Henson  | Jorge Lopez       |
| 62 kg  | Shawn Charles   | Anibál Nieves  | Jesús Vale        |
| 68 kg  | Alan Fried      | Pedro García   | Eloy Urbano       |
| 74 kg  | Felipe Guzmán   | William Short  | Travis Himberight |
| 82 kg  | Les Gutches     | Elisael Guzmán | José Betancourt   |
| 90 kg  | Jose Molina     | Dominic Black  | Dean Schmeichel   |
| 100 kg | Kerry McCoy     | Wayne Weathers | Luis Márquez      |
| 130 kg | Justin Greenlee | Argenis Aray   | Edwin Millet      |